# João Havelange
Jean-Marie Faustin Goedefroid de Havelange, cunoscut ca João Havelange (n. 8 mai 1916, Rio de Janeiro, Districtul Federal⁠(d), Brazilia – d. 16 august 2016, Rio de Janeiro, Rio de Janeiro, Brazilia) a fost președinte al FIFA din 1974 până în 1998. L-a succedat pe Sir Stanley Rous și a fost succedat de Joseph Blatter.